# 베른트 브란슈

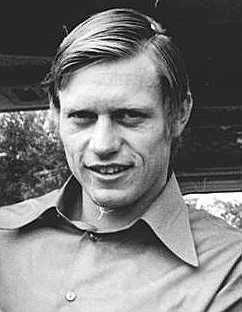
1974년 모습

베른트 브란슈(Bernd Bransch, 1944년 9월 24일 ~ 2022년 6월 11일)는 동독 출신의 축구 선수로 수비수로 활약했다.

## 경력
브란슈는 BSG 모터 할레-사우스(BSG Motor Halle-Süd)에서 어린 시절부터 스포츠 경력을 시작했다. 자물쇠 제조공의 아들은 1954년에 SC 체미 할레 스포츠 클럽에 합류하는 것을 허가받았다. 브란슈는 SC 체미 할레와 그 후임격인 할레셔 FC 체미에서 선수 생활 내내 뛰었다. 단, 1973/74 시즌에는 FC 카를 차이스 예나에서 뛰었다.
1968년과 1974년에 동독 올해의 축구 선수로 선정되었다.
브란슈는 동독 팀이 동메달을 획득한 1972년 뮌헨 올림픽에 참가했고, 1976년 몬트리올 올림픽 팀에서는 금메달을 획득했다. 그는 1974년 FIFA 월드컵에도 출전했다.
브란슈는 리그 317경기에 출전해 43골을 기록했다.